# Bayerischer Volleyball-Verband

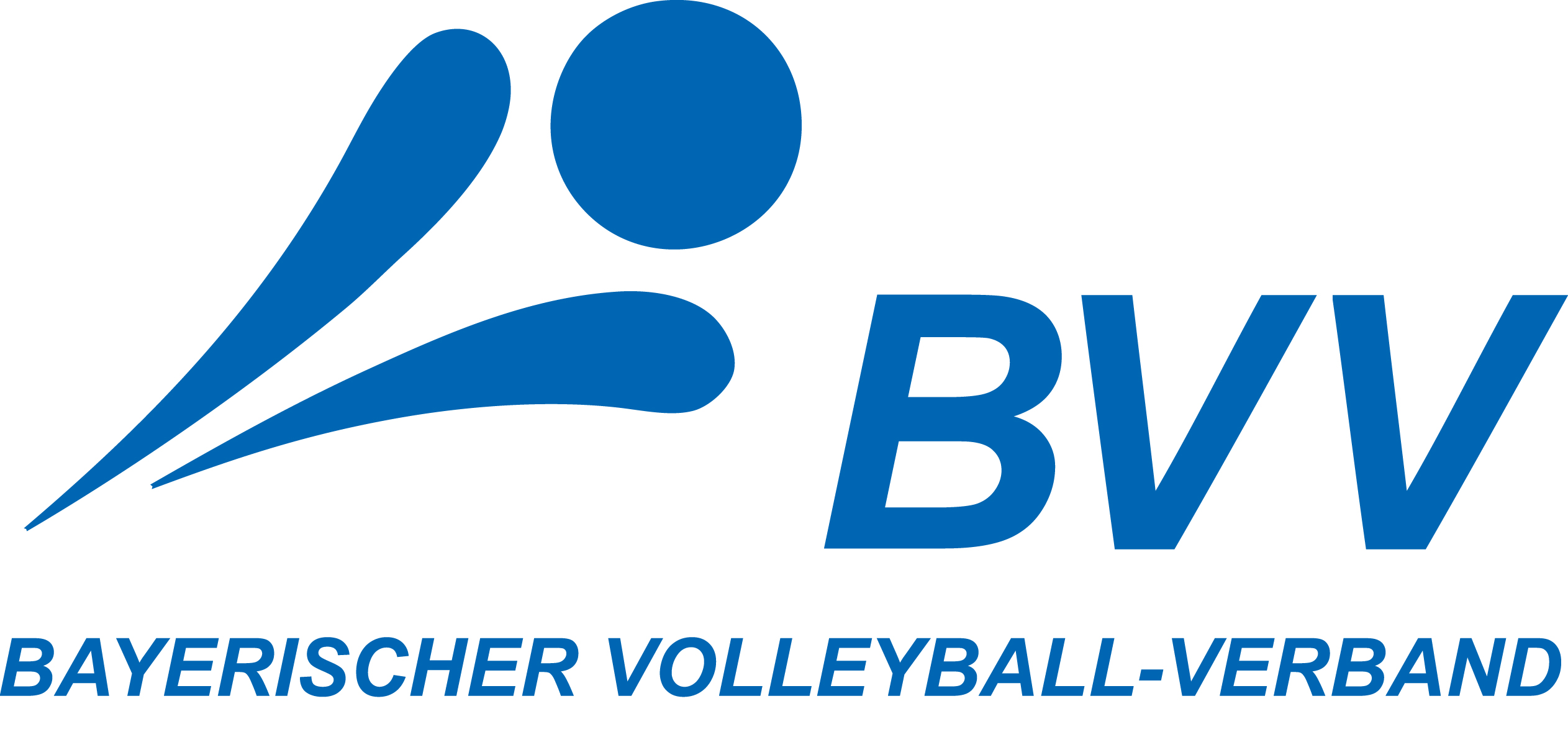
Logo des Bayerischen Volleyball-Verbandes

Der Bayerische Volleyball-Verband e.V. (BVV) ist der offizielle Verband für (Hallen-)Volleyball, Beachvolleyball und Snowvolleyball in Bayern. Der BVV organisiert den Spielbetrieb und die Förderung dieser Sportarten im Freistaat und ist Mitglied im Deutschen Volleyball-Verband (DVV) – der BVV ist hier der zweitgrößte Landesverband in Deutschland, hinter dem Nordrhein-Westfälischen Volleyball-Verband (WVV). Der Verband hat seinen Sitz in München und vertritt knapp 85.000 Mitglieder, die sich in Vereinen und Teams im gesamten Freistaat organisieren.

## Geschichte
Der BVV wurde 1975 gegründet, um den Volleyballsport in Bayern gezielt zu fördern und eine einheitliche Struktur für den Wettkampfbetrieb zu schaffen. Der Bayerische Volleyball löste sich zu dieser Zeit aus dem Bayerischen Turnspiel-Verband. Mit der Zunahme des Breiten- und Leistungssports sowie der Einführung von Beachvolleyball als offizielle Wettkampfsportart in den 1990er Jahren und später auch Snowvolleyball hat der BVV sein Angebot stetig erweitert.

## Präsidenten des Bayerischen Volleyball-Verbandes
- Eberhard Stanjek, 1975–1978
- Roland Mader, 1978–1983
- Eberhard Greif, 1983–2008
- Jürgen Schönsteiner, 2008–2010
- Klaus Drauschke, 2010–2024[1]
- Christoph Schieder, seit 29. Juni 2024[2]

## Organisation und Struktur
Der Verband gliedert sich in mehrere Bezirke, teils Kreise und Fachbereiche, die die jeweiligen regionalen Spielbetriebe organisieren und verwalten. Bis einschließlich der Regionalliga regelt der Deutsche Volleyball-Verband den Hallen-Spielbetrieb. Die Ligen darunter organisiert in Bayern der BVV. Die zweigleisige Bayernliga (Nord und Süd) sowie die viergleisige Landesliga (Nordwest, Nordost, Südwest, Südost) unterstehen direkt dem Verband. Bezirksligen und -klassen sowie Kreisligen und ggf. -klassen regeln die zuständigen Bezirks- bzw. Kreisausschüsse (siehe Ligasystem#Volleyball).
Neben dem Hallenvolleyball betreut der Verband auch die wachsenden Disziplinen Beachvolleyball und Snowvolleyball. Die Verbandsarbeit wird durch ehrenamtliche Mitarbeiter und Fachgremien unterstützt, die für Themen wie Schiedsrichterwesen, Trainerausbildung, Jugendarbeit und Breitensport zuständig sind.

## Aufgaben und Ziele
- die  Förderung des Leistungssports, insbesondere im Jugendbereich
- die  Förderung des Beachvolleyballs
- die  Förderung des Freizeit- und Breitensports
- die  Unterstützung des Jugendsports an den Schulen in Zusammenarbeit mit dem Bayerischen Staatsministerium für Unterricht und Kultus
- die  Regelung des Spielbetriebes und dessen Organisation in Bayern
- die Aus- und Fortbildung von  Übungsleitern  und   Schiedsrichtern
- die Betreuung seiner Mitglieder
- die Koordinierung von überregionalen Veranstaltungen

## Wettkämpfe und Turniere
Der BVV organisiert jährlich zahlreiche Turniere und Wettbewerbe, darunter die Bayerischen Meisterschaften im Hallenvolleyball sowie im Beachvolleyball. Im Beachvolleyball ist die Bayerische Beachvolleyball Tour das Flaggschiff. Die höchste Bayerische Tour lockt mit Innenstadtturnieren Beachvolleyballer aus   Deutschland in den Freistaat. In der Halle ist das Bayerische Pokalfinale eines der Highlights im Erwachsenenbereich. Im Jugend-, BFS- und Seniorenbereich sind die Top-Turniere die Bayerischen Meisterschaften.

## Nachwuchs- und Talentförderung
Die Nachwuchsarbeit ist ein zentraler Pfeiler des BVV. Der Verband unterstützt junge Talente durch spezielle Förderprogramme und Kooperationen mit Schulen und Sportvereinen. Darüber hinaus bietet er Trainingscamps und Stützpunkttrainings an, um Nachwuchsspieler gezielt zu fördern und für eine mögliche Karriere im Leistungssport vorzubereiten. Der Bayernpokal ist das größte Sichtungsturnier im Volleyball in Bayern. Hier messen sich alljährlich die besten Talente der Bezirke und spielen zugleich, um einen Platz in der Bayernauswahl.

## Zahlen
- Der Bayerische Volleyball-Verband zählt knapp 85.000 Mitglieder in mehr als 1.200 Vereinen. dort bilden derzeit knapp 2.000 Trainer die Volleyballer aus
- die Vereine haben gut 300 Kooperationen mit Schulen
- Hallenvolleyball: Fast 1.000 Mannschaften (rund 600 weiblich / rund 350 männlich) nahmen im Erwachsenenbereich / fast 1.400 Mannschaften (rund 1.000 weiblich / rund 1.400 weiblich) im Jugendbereich am Spielbetrieb teil
- Beachvolleyball: Fast 400 Beach-Volleyballer sind auf der Top-Tour im Einsatz, knapp 500 Jugendspieler  sind registriert
- An den Schulsportwettbewerben beteiligten sich im Beachvolleyball rund 100 Mannschaften aus über 70 Schulen mit insgesamt fast 1.000 Schülern
- An den Schulsportwettbewerben beteiligten sich im Hallenvolleyball über 400 Mannschaften aus über 200 Schulen mit insgesamt über 4.000 Schülern

## (Beach-/Snow-)Volleyball Livestreams
Der Bayerische Volleyball-Verband fördert die mediale Sichtbarkeit des Volleyballs seit 2015 mit eigens produzierten Livestreams von Beach-, Snow- und Volleyball-Events im Freistaat Bayern. Seit 2022 verfügt der BVV über ein eigenes Livestreaming-System, das Mehrkameraproduktionen mit Zeitlupe und Kommentar ermöglicht. Parallel dazu verfügt der BVV über einen Streaming-Koffer, der es seinen Mitgliedsvereinen ermöglicht, Meisterschaften oder Spiele zu übertragen. Parallel zum Equipment erhalten BVV-Mitglieder diverse automatisierte Tools (Scoreboard, Einblendungen von Spielerwechseln, Starting-Six), die es den Vereinen ermöglichen, ihre eigenen Livestreams bestmöglich zu gestalten. Die Eigenproduktionen des BVV werden auf dem BVV-YouTube-Kanal veröffentlicht.